# HD34607
HD34607 — хімічно пекулярна зоря спектрального класу A0, що має видиму зоряну величину в смузі V приблизно  9,8.
Вона  розташована на відстані близько 1259,3 світлових років від Сонця.

## Пекулярний хімічний вміст
Зоряна атмосфера HD34607 має підвищений вміст 
Si
.